# Talk About the Passion
«Talk About the Passion» es una canción de la banda estadounidense R.E.M. y el segundo sencillo de su álbum debut, Murmur, lanzado en 1983. El sencillo únicamente salió a la venta en Europa, como disco de vinilo de 12". La canción no llegó a alcanzar el éxito de su predecesora, "Radio Free Europe".
Según Michael Stipe, la canción trata sobre el hambre, aunque la letra no sea demasiado clara al respecto, ya que la única referencia en la canción es "empty mouths" (bocas vacías).
La canción también aparece en los álbumes recopilatorios And I Feel Fine: The Best of the I.R.S. Years 1982-1987 y Eponymous, del cual fue el único sencillo de promoción.

## Canciones

### Reino Unido y Estados Unidos (Vinilo de 12")
1. Talk About the Passion - 3:24
2. Shaking Through - 4:30
3. Carnival of Sorts (Boxcars) 3:55
4. 1,000,000 3:07